# 268 a. C.
El año 268 a. C. fue un año del calendario romano prejuliano. En el Imperio romano se conocía como el año 486 ab urbe condita. 

## Acontecimientos

### Grecia
- Cremónidas, un estadista y general ateniense, emite el decreto de Cremónidas, creando una alianza entre Esparta, Atenas y Ptolomeo II Filadelfo de Egipto. Los orígenes de esta alianza residen en el deseo continuado de muchos estados griegos, especialmente Atenas y Esparta, de restaurar su anterior independencia, junto con el deseo de Ptolomeo de crear problemas a su rival, Antígono II Gonatas, rey de Macedonia. Las ambiciones de Ptolomeo en el mar Egeo se ven amenazadas por la flota de Antígono, de manera que él cuidadosamente va construyendo una coalición contra Macedonia en Grecia. Especialmente cultiva a Atenas proporcionando a la ciudad el cereal que necesita.

### República romana
- Consulados de Apio Claudio Ruso y Publio Sempronio Sofo en la Antigua Roma.[1]
- Se acuña por vez primera el denario romano.
- Los romanos fundan una colonia en Malvento que ellos, por razones supersticiosas, llaman Benevento (puesto que male significa malo y bene significa bueno en latín).

## Nacimientos
- Marco Claudio Marcelo, cinco veces cónsul romano.